# قائمة شخصيات أوريكا سفن
هذه هي قائمة الشخصيات الخيالية من سلسلة أنمي التلفزيون اليابانية، أوريكا سفن.